# Le sigle originali dei cartoni di Italia 1
Le sigle originali dei cartoni di Italia 1 è una raccolta di sigle di serie animate in onda su Italia 1 e su altre reti Mediaset nelle stagioni televisive 2008/09, 2009/10, 2010/11 e nei primi mesi della stagione 2011/12, pubblicata il 6 dicembre 2011.

## Tracce

### CD1
1. Sorridi piccola Anna (testo: Fabrizio Berlincioni – musica: Augusto Martelli)
2. Blue Dragon (testo: Fabio Gargiulo, Max Longhi, Giorgio Vanni – musica: Max Longhi, Giorgio Vanni)
3. Viva Pinata (testo: Graziella Caliandro – musica: Cristiano Macrì)
4. MÄR (testo: Arianna Martina Bergamaschi – musica: Enrico Francesco Santulli)
5. Pearlie (testo: Arianna Martina Bergamaschi – musica: Leonardo Ceglie, Giovanni Rosina)
6. Skabeat (musica: Daniele Benati, Claudio Zanoni)
7. Hyou Senki (testo: Alessandra Valeri Manera – musica: Max Longhi, Giorgio Vanni)
8. Bakugan (testo: Graziella Caliandro – musica: Maurizio Bianchini, Graziano Pegoraro, Susanna Balbarani)
9. Idaten Jump (testo: Graziella Caliandro – musica: Danilo Bernardi, Giuseppe Zanca)
10. Emma (testo: Graziella Caliandro – musica: Danilo Bernardi, Giuseppe Zanca)
11. Il cuore di Cosette (testo: Graziella Caliandro – musica: Valeriano Chiaravalle)
12. Naruto Shippuden (testo: Giuseppe Dati – musica: Cristiano Macrì)
13. Dinosaur King (testo: Goffredo Orlandi – musica: Goffredo Orlandi)
14. Principesse Gemelle (testo: Cristina d'Avena – musica: Max Longhi, Giorgio Vanni)

### CD2
1. Angel's Friends (testo: Antonio Divincenzo – musica: Danilo Bernardi, Giuseppe Zanca)
2. Cyber Formula (testo: Alessandro Branca, Serena Barenghi – musica: Alessandro Branca, Serena Barenghi)
3. Mila e Shiro il sogno continua (testo: Arianna Martina Bergamaschi – musica: Cristiano Macrì)
4. BeyBlade Metal Masters (testo: Fabio Gargiulo, Max Longhi, Giorgio Vanni – musica: Max Longhi, Giorgio Vanni)
5. My Little Pony: L'amicizia è magica (testo: Arianna Martina Bergamaschi – musica: Maurizio Bianchini, Graziano Pegoraro, Susanna Balbarani, Antonio d'Ambrosio)
6. Jewelpet (testo: Fabio Gargiulo, Max Longhi, Giorgio Vanni – musica: Max Longhi, Giorgio Vanni)
7. Zorro Generation Z (testo: Valeriano Chiaravalle – musica: Valeriano Chiaravalle)
8. La magia del cuore (testo: Cristina d'Avena – musica: Maurizio Bianchini, Graziano Pegoraro)
9. Le avventure degli orsetti (testo: Arianna Martina Bergamaschi – musica: Fulvio Griffini, Stefania Camera)
10. Kikoriki (testo: Arianna Martina Bergamaschi – musica: Danilo Bernardi, Giuseppe Zanca)
11. Vipo (musica: Vitros)
12. Kilari (testo: Fabio Gargiulo, Max Longhi, Giorgio Vanni – musica: Max Longhi, Giorgio Vanni)
13. Ma che melodia (testo: Cristina d'Avena – musica: Goffredo Orlandi)
14. Yu-Gi-Oh! Duel Runner (testo: Fabio Gargiulo, Max Longhi, Giorgio Vanni – musica: Max Longhi, Giorgio Vanni)

## Interpreti
| Interprete         | Brano |
| ------------------ | --- |
| Cristina d'Avena   | Sorridi piccola Anna, Blue Dragon, Viva Pinata, Emma, Principesse Gemelle, Angel's Friends, Mila e Shiro il sogno continua, Jewelpet, La magia del cuore, Ma che melodia |
| Giorgio Vanni      | Blue Dragon, Hyou Senki, Naruto Shippuden, Beyblade Metal Master, Yu-Gi-Oh! Duel Runner                                                                                  |
| Antonio Divincenzo | Idaten Jump, Dinosaur King |
| Giacinto Livia     | MÄR, Zorro Generation Z |
| Susanna Balbarani  | Bakugan, My Little Pony: L'amicizia è magica |
| Benedetta Caretta  | Pearlie, Le avventure degli orsetti |
| Fabio Ingrosso     | Cyber Formula |
| Roberta Pagnetti   | Il cuore di Cosette |
| Valentina Ponzone  | Kilari |
| Matteo e Francesco | Kikoriki |